# Hålsjön (Nianfors socken, Hälsingland)
Hålsjön är en sjö i Hudiksvalls kommun i Hälsingland och ingår i Nianåns huvudavrinningsområde. Sjön har en area på 0,436 kvadratkilometer och ligger 52,9 meter över havet. Sjön avvattnas av vattendraget Nianån.

## Delavrinningsområde
Hålsjön ingår i det delavrinningsområde (683402-155973) som SMHI kallar för Utloppet av Hålsjön. Medelhöjden är 68 meter över havet och ytan är 2,04 kvadratkilometer. Räknas de 25 avrinningsområdena uppströms in blir den ackumulerade arean 148,85 kvadratkilometer. Avrinningsområdets utflöde Nianån mynnar i havet. Avrinningsområdet består mestadels av skog (65 procent). Avrinningsområdet har 0,48 kvadratkilometer vattenytor vilket ger det en sjöprocent på 23,6 procent.